# Interventionswert
Der Interventionswert ist im Gesundheitswesen der Wert für Rückstände oder Verunreinigungen von Nahrungs- oder Genussmitteln, die unterhalb entsprechender Grenzwerte liegen und bei dem Sofortmaßnahmen zur Abwehr von Gesundheitsgefahren zu ergreifen sind.

## Allgemeines
Neben Grenzwerten gibt es auch den Interventionswert, einen allgemeinen Umwelt-Richtwert des Bundesgesundheitsamtes (BGA). Zur Abwehr von Gesundheitsgefahren wird also nicht erst bei Überschreiten von Grenzwerten eingegriffen, sondern bereits beim niedriger liegenden Interventionswert. Hierdurch soll ein Eintrag in die Umwelt frühzeitig vermieden oder vermindert werden.